# K.H. Holthuis

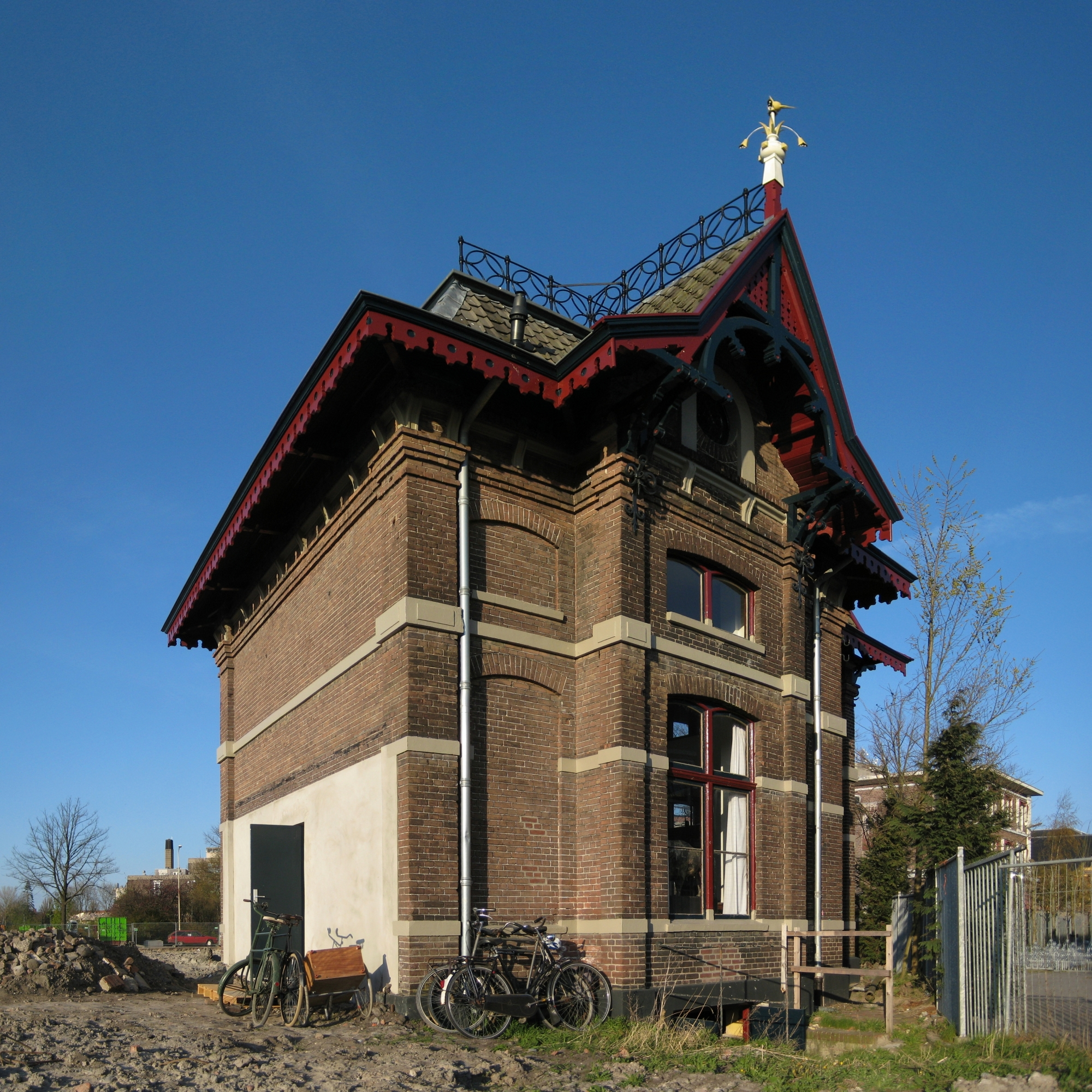
Regulateurshuis (1892) van de voormalige gasfabriek op het CiBoGa-terrein, Groningen (2010)

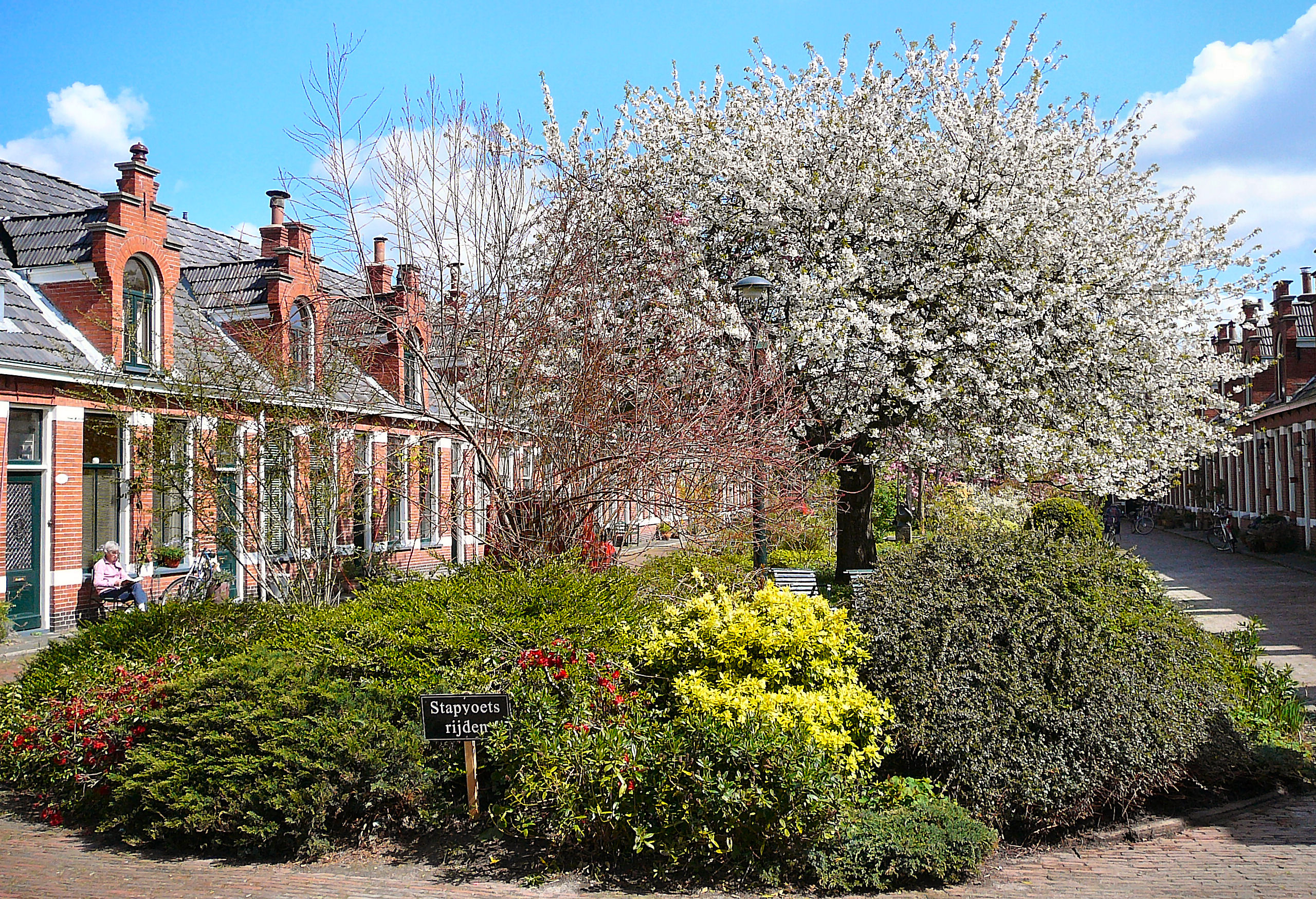
Het Typografengasthuis (1903) aan de Petrus Campersingel in Groningen (2010)

Kornelis Henricus Holthuis (Scheemda, 16 mei 1852 - Groningen, 5 juni 1942), in vakliteratuur doorgaans K.H. Holthuis genoemd, was een Nederlandse architect.
Holthuis, zoon van een timmerman, was vooral werkzaam in de provincie Groningen. Enkele door hem ontworpen gebouwen in de stad Groningen zijn aangewezen als rijksmonument, waaronder het Typografengasthuis (1903) aan de Petrus Campersingel. Ook zijn zoon Tonnis Holthuis (1880-1937) was architect. Ze werkten regelmatig samen. Het door hen ontworpen pakhuis Friesland (1912) aan de Aweg is eveneens een rijksmonument.
Holthuis overleed in 1942 op 90-jarige leeftijd te Groningen en werd daar begraven op het Esserveld.

## Werken (selectie)
- 1888: Artsenwoning met praktijk, Nieuwe Pekela[3]
- 1892: Regulateurshuis voormalige gasfabriek, Groningen[1]
- 1902: Nederlands-Hervormde kerk, Alteveer[4]
- 1902-1903: Typografengasthuis, Groningen[2][5]
- 1904: Uitbreiding Huis De Beurs aan het Akerkhof, Groningen[6]
- 1912: Pakhuis Friesland, Groningen (met T. Holthuis)[7]
- 1914: Villa Honk aan de Verlengde Hereweg, Groningen[8]